# Freio de mergulho

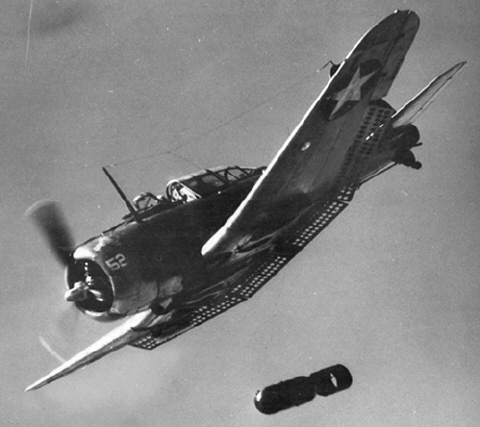
SBD Dauntless liberando uma bomba durante um mergulho. Os freios são os painéis com fendas visíveis sob as asas

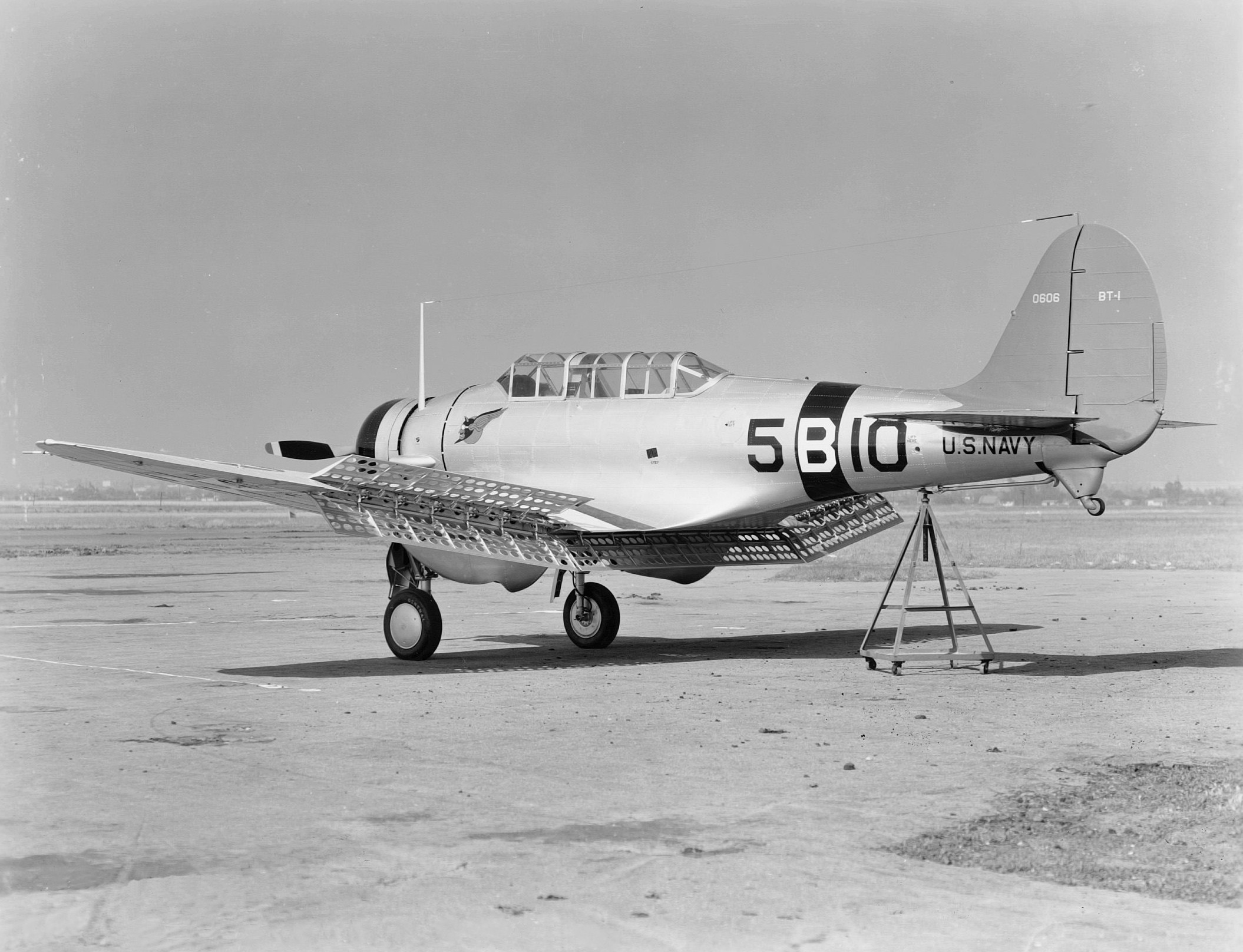
Freios de mergulho nas asas do Northrop BT

Freios de mergulho ou flaps de mergulho (em inglês: dive brakes, dive flaps) são acionados para desacelerar uma aeronave durante um mergulho. Eles geralmente consistem em uma aba de metal que é abaixada contra o fluxo de ar, criando um arrasto e reduzindo a velocidade do mergulho.
No passado, os freios de mergulho eram usados principalmente em bombardeiros de mergulho, que precisavam mergulhar muito abruptamente, mas sem exceder a velocidade da linha vermelha, a fim de lançar suas bombas com maior precisão. Os freios aerodinâmicos ou spoilers instalados em planadores geralmente funcionam tanto como auxiliares de pouso, para ajustar o ângulo de aproximação, e para manter a velocidade da aeronave abaixo de sua velocidade máxima permitida indicada em um mergulho vertical. A maioria das aeronaves de combate modernas está equipada com freios aerodinâmicos, que desempenham a mesma função dos freios de mergulho.

## Aplicações
- Aichi D3A
- Dornier Do 217 (design de "pétala" dorsal/ventral fixável na parte traseira extrema da fuselagem)
- Douglas SBD Dauntless
- Junkers Ju 87
- Nelson Hummingbird PG-185B
- Northrop BT
- Schweizer SGS 2-33